# White Ribbon Cup
La White Ribbon Cup fue una competición de fútbol disputada por los seis equipos de la ASB Premiership que no clasificaron a la Liga de Campeones de la OFC. Su única edición fue durante la temporada 2011/12 y el título lo conquistó el Team Wellington.
El campeonato y sus símbolos se deben a campañas contra la violencia del hombre hacia la mujer.

## Formato
Los seis clubes que no habían conseguido clasificar a la O-League fueron divididos en dos conferencias (Norte y Sur). Los ganadores de ambos grupos jugaron entre sí y el ganador se proclamó campeón de la White Ribbon Cup.

## Palmarés
| Temporada | Campeón         | Resultado | Subcampeón |
| --------- | --------------- | --------- | ---------- |
| 2011/12   | Team Wellington | 6 - 1     | Waikato FC |